# توم روجرز (كاتب)
توم روجرز (بالإنجليزية: Tom Rogers)‏ هو لاعب كرة قاعدة وكاتب سيناريو أمريكي، ولد في 12 فبراير 1892 في سبارتا في الولايات المتحدة، وتوفي في 7 مارس 1936 في ناشفيل في الولايات المتحدة.

## وصلات خارجية
- توم روجرز على موقعبيزبول رفرنس.كوم (الدوري الرئيسي) (الإنجليزية)
- توم روجرز على موقعبيزبول رفرنس.كوم (الدوري الثانوي) (الإنجليزية)